# Shabab al-Dhahiriya SC
Der Shabab Al-Dhahiriya Sports Club (arabisch نادي شباب الظاهرية الرياضي), meist Shabab al-Dhahiriya genannt, ist ein palästinensischer Fußballverein aus Ad-Dhahiriya im Westjordanland. Aktuell, Stand Oktober 2023, spielt der Verein in der West Bank Premier League.

## Erfolge
- West Bank Premier League: 2012/13, 2014/15
- Yassir Arafat Cup
  - Sieger: 2011/12, 2015
  - Finalist: 2016
- West Bank Supercup
  - Sieger: 2012
  - Finalist: 2013, 2015
- West Bank Palestine Cup
  - Sieger: 2012
  - Finalist: 2011, 2014
- West Bank First League: 1985/86

## Stadion
Der Verein trägt seine Heimspiele im Dora International Stadium in Hebron aus. Das Stadion hat ein Fassungsvermögen von 18.000 Personen.

## Trainerchronik
Stand: Oktober 2024
| Trainer            | !von             | bis               |
| ------------------ | ---------------- | ----------------- |
| Hasan Hussein      | 1. Januar 2014   | 31. Dezember 2015 |
| Ibrahim Abu Roqaiq | 8. Februar 2014  | 18. Mai 2014      |
| Said Abu Altahir   | 18. Mai 2014     | 26. Februar 2015  |
| Ibrahim Abu Roqaiq | 19. Juli 2014    | 16. Januar 2016   |
| Abdul Fattah Arar  | 1. Januar 2015   | 20. Mai 2016      |
| Bahjat Odeh        | 28. Juni 2016    | 20. Februar 2017  |
| Said Abu Altahir   | 1. Juli 2017     | 4. November 2017  |
| Ibrahim Abu Roqaiq | 5. November 2017 | 23. November 2017 |
| Bahjat Odeh        | 28. Juli 2018    | 1. Dezember 2018  |
| Amer Salman        | 14. Juli 2021    | 22. November 2021 |
| Ibrahim Abu Roqaiq | 16. Januar 2022  |                   |

## Statistik in den AFC-Wettbewerben
- AFC Cup
  - 2014: Qualifikationsrunde
  - 2016: Gruppenphase

## Statistik in den UAFA Wettbewerben
- Arab Club Champions Cup: 2012/13 (2. Runde)